# 福島県道363号八茎四倉線
福島県道363号八茎四倉線（ふくしまけんどう363ごう やぐきよつくらせん）は、福島県いわき市内を通る一般県道である。

## 路線概要
- 起点：いわき市四倉町八茎字片倉（八茎鉱山付近の山中）
- 終点：いわき市四倉町字東1丁目
- 総延長：15.978 km[1]
  - 実延長：11.010km
- 路線認定年月日：1973年3月23日[2]

### 重用区間
- 福島県道41号小野四倉線（いわき市四倉町玉山字砂子田～同市四倉町東4丁目（四倉町五丁目交差点））
- 国道6号（四倉町東4丁目（いわき市四倉町五丁目交差点）～同市四倉町東2丁目（四倉駅入口交差点））

### 異常気象時通行規制区間
- いわき市四倉町八茎 - 同市四倉町玉山（延長6.0 km）：落石崩壊の危険のため連続雨量120 mmにて通行止め[3]。

### 道路施設
千軒平橋
- 全長：16.6m
- 幅員：4.4m
- 竣工：1965年[4]

四倉町八茎にて二級水系夏井川水系仁井田川を渡る。

## 通過する自治体
- 福島県
  - いわき市

## 接続・交差する道路
- 福島県道41号小野四倉線 小野方面（いわき市四倉町玉山字砂子田）
- 福島県道35号いわき浪江線（いわき市四倉町白岩字嘉蔵坊）
- 福島県道35号いわき浪江線バイパス（いわき市四倉町戸田字水押）
- 国道6号相馬方面（いわき市四倉町字東4丁目 四倉町五丁目交差点）
- 福島県道382号豊間四倉線（いわき市四倉町字東3丁目 四倉舞子浜入口交差点）
- 国道6号 水戸方面・福島県道160号四倉停車場線（いわき市四倉町字東2丁目 四倉駅入口交差点 終点）

## 沿線
- 千軒平ダム
- 新八茎鉱山
- 玉山鉱泉
- 袖玉山簡易郵便局
- 福島県立四倉高等学校
- いわき市役所四倉支所